# Phytodietus varianae
Phytodietus varianae là một loài tò vò trong họ Ichneumonidae.